# Wilhelm Hensel
Wilhelm Hensel, né le 6 juillet 1794 à Trebbin et mort le 26 novembre 1861  à Berlin, est un peintre portraitiste et graveur prussien.

## Biographie
Wilhelm Hensel est le fils de Ludwig Hensel, pasteur, et de son épouse Johanna Albertina Trost. Sa plus jeune sœur Luise Maria sera une femme écrivain. Au moment de sa naissance, son père est le second prédicateur de Trebbin, responsable de l'église de Thyrow (de). En 1796, il prend en charge le poste de pasteur à Linum. Après une première instruction de son père, il va à l'école de sa ville natale.
En 1809, il s'inscrit à l'académie d'architecture de Berlin qu'il quitte pour aller à l'académie des arts de Berlin en 1811. A. Frisch, son professeur d'anatomie et de perspective, l'introduit dans la grande exposition de l'école l'année suivante. Son œuvre Le Christ au Mont des Oliviers est distinguée par le jury.
La campagne d'Allemagne en 1813 interrompt ses études. Il se porte volontaire dans l'armée, participe à la bataille de Bautzen et celle de Leipzig et est plusieurs fois blessé. Il est présent aux invasions de Paris en 1813 et 1815 lors du traité. Il en profite pour visiter les musées et les monuments.
À son retour à Berlin, il devient peintre de cour. Il contribue à la fête pour le tsar Alexandre Ier de Russie en 1821. S'inspirant de Lalla Rookh du poète Thomas Moore, il compose des tableaux vivants mettant en scène les invités. En récompense, l'empereur Frédéric-Guillaume III de Prusse lui offre une bourse de voyage. Hensel va à Rome de 1823 à 1828. Il étudie les maîtres anciens, notamment Raphaël.
Il revient à Berlin à l'automne 1828. Artiste indépendant, il reçoit des commandes, des décorations pour le Konzerthaus de Berlin comme Heinrich Dähling, Wilhelm von Schadow et Friedrich Tieck.

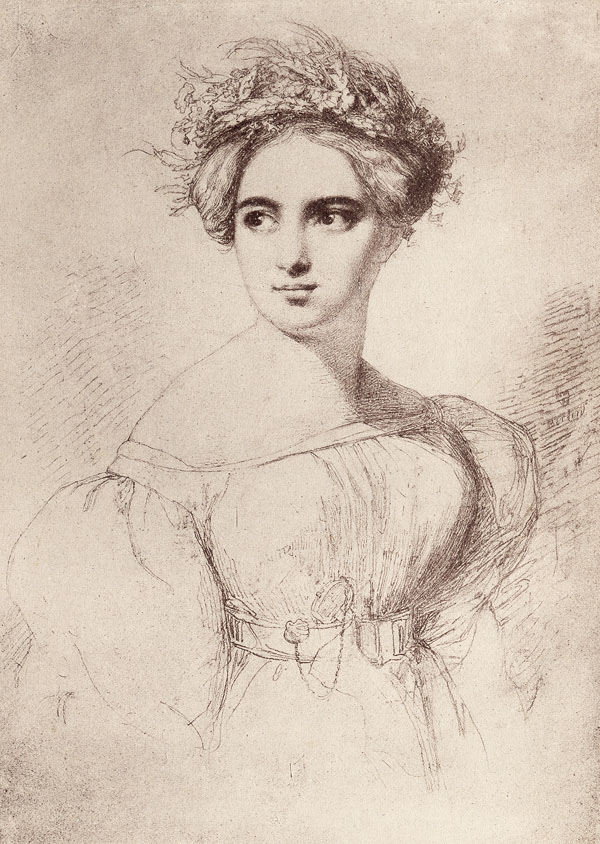
Wilhelm Hensel, portrait de sa femme Fanny Mendelssohn

En 1829, il épouse la musicienne Fanny Mendelssohn, la fille du banquier Abraham Mendelssohn Bartholdy et sœur du compositeur Felix Mendelssohn. Ils auront un fils, Sebastian, et vivent chez les parents de Fanny. Le mathématicien Kurt Hensel est leur petit-fils.
Wilhelm Hensel est souvent à des salons et des réceptions. Il rencontre l'avocat Julius Eduard Hitzig, les écrivains Adelbert von Chamisso, Helmina von Chézy, Ernst Theodor Amadeus Hoffmann, Ernst von Houwald, Friedrich de La Motte-Fouqué et le musicien Ludwig Berger. Par Friedrich August von Stägemann, il fait la connaissance de Clemens Brentano, Ferdinand von Bülow, les frères Ernst Ludwig et Ludwig Friedrich Leopold von Gerlach, Amalie von Imhoff (de), Max von Schenkendorf et Wilhelm Müller. Il ira au salon de la fille de Stägemann, Hedwig von Olfers. En 1829, il devient un peintre de cour et élu au conseil d'administration de l'académie des arts de Berlin.
Il participe à la Révolution de Mars 1848 et compose des tableaux pour le Parti conservateur du Royaume de Prusse.
À sa mort, il est enterré à côté de sa femme (morte en 1847) dans le caveau de la famille Mendelssohn à Berlin.

## Œuvre
Si ses premières œuvres sont influencés par le mouvement nazaréen, Wilhelm Hensel tend vers un réalisme romantique qui tirera ensuite plus vers le simple réalisme. Il fera plus de mille portraits à la plume ou au sépia.
Ses gravures sont souvent des commandes d'illustrations comme pour les livres de Ludwig Tieck.